# Shefki Kuqi
Shefki Kuqi (nacido el 10 de noviembre de 1976 en Vushtrri, Kosovo, Yugoslavia) es un exfutbolista finlandés de origen albano-kosovar. Él fue un delantero conocido más por su determinación que por su habilidad técnica. Es el hermano mayor de Njazi Kuqi.

## Selección nacional
Ha sido internacional con la selección de fútbol de Finlandia, ha jugado 52 partidos internacionales y ha anotado 6 goles

## Trayectoria
| Período   | Club                                   | Partidos (goles) |
| --------- | -------------------------------------- | ---------------- |
| 1995-1996 | Mikkelin Palloilijat                   | 50 (10)          |
| 1997-1999 | HJK Helsinki                           | 72 (18)          |
| 2000      | FC Jokerit                             | 33 (19)          |
| 2001-2002 | Stockport County F.C.                  | 35 (11)          |
| 2002-2003 | Sheffield Wednesday                    | 64 (19)          |
| 2003-2005 | Ipswich Town                           | 79 (30)          |
| 2005-2006 | Blackburn Rovers                       | 35 (7)           |
| 2006-2007 | Crystal Palace                         | 65 (13)          |
| 2007      | Fulham F.C.                            |                  |
| 2008      | Ipswich Town                           |                  |
| 2009-2010 | TuS Koblenz                            |                  |
| 2010-2011 | Swansea City Association Football Club |                  |
| 2010      | Derby County Football Club             |                  |
| 2011-     | Newcastle United Football Club         |                  |